# شهرستان مامفرماگوگ
شهرستان مامفرماگوگ (به انگلیسی: Memphrémagog Regional County Municipality) یک منطقهٔ مسکونی در کانادا است که در استری، کبک واقع شده‌است. شهرستان مامفرماگوگ ۱٬۴۴۹٫۰۰ کیلومتر مربع مساحت و ۴۸٬۵۵۱ نفر جمعیت دارد.